# Pernille
Pigenavnet Pernille stammer fra Petronella, som er afledt af drengenavnet Petros - græsk for "klippe". Navnet er parallelform til drengenavnene Per og Peter.
Varianter i dansk anvendelse omfatter Pernilla og Pernelle. I Danmark havde 18.324 personer et af disse navne pr. 1. januar 2020.

## Kendte personer med navnet
- Pernilla August, svensk skuespiller
- Pernille Vigsø Bagge, dansk politiker (SF)
- Pernille Blume, dansk svømmer.
- Pernille Vallentin Brandt, dansk skuespillerinde
- Pernille Fischer Christensen, dansk filminstruktør
- Pernille Blach Hansen, dansk politiker (Socialdemokraterne)
- Pernille Holmsgaard (født. Larsen), tidligere dansk håndboldspiller.
- Pernille Højmark, dansk skuespillerinde
- Pernille Kløvedal Nørgaard, dansk skuespillerinde
- Pernille Rosendahl, sangerinde
- Pernille Rosenkrantz-Theil, dansk politiker (Socialdemokraterne)
- Pernille Schrøder, dansk skuespillerinde
- Pernille Vermund, dansk politiker og partistifter (Nye Borgerlige)
- Pernilla Wiberg, svensk alpin skiløber
- Pernille Aalund, dansk tv-vært, forfatter
- Pernille Skipper, dansk politiker (Enhedslisten)

## Navnet anvendt i fiktion
- Pernille er figur i flere af Ludvig Holbergs komedier. Navnet indgår direkte i titlerne på Henrik og Pernille og Pernilles korte frøkenstand, men også i Den vægelsindede og Den Stundesløse træffer man figurer med navnet.
- Pernille er navnet på moderen til den dræbte Nanna Birk-Larsen i DRs tv-serie Forbrydelsen. Hun spilles af Ann Eleonora Jørgensen.

## Andre anvendelser
- Pernille er også navnet på en lille plade lys chokolade fra chokoladefirmaet Heinrich Jessen, der – sammen med Senator (af mørk chokolade) – var på det danske marked fra 1930'erne frem til 1991. I 2005 blev chokoladen relanceret i en kort periode.